# The Jethro Tull Christmas Album
| Críticas profissionais | Críticas profissionais |
| Avaliações da crítica  | Avaliações da crítica  |
| Fonte                  | Avaliação              |
| ---------------------- | ---------------------- |
| Allmusic               | 3 de 5 estrelas.       |
| Rolling Stone          | Favorável              |

The Jethro Tull Christmas Album é o vigésimo segundo álbum de estúdio da banda britânica Jethro Tull.

## Faixas
1. "Birthday Card at Christmas" - 3:37
2. "Holly Herald" (Instrumental) - 4:16
3. "A Christmas Song" - 2:47
4. "Another Christmas Song" - 3:31
5. "God Rest Ye Merry Gentlemen" (Instrumental) - 4:35
6. "Jack Frost and the Hooded Crow" - 3:37
7. "Last Man at the Party" - 4:48
8. "Weathercock" - 4:17
9. "Pavane" (Instrumental) - 4:19
10. "First Snow on Brooklyn" - 4:57
11. "Greensleeved" (Instrumental) - 2:39
12. "Fire at Midnight" - 2:26
13. "We Five Kings" (Instrumental) - 3:16
14. "Ring Out Solstice Bells" - 4:04
15. "Bourée" (Instrumental) - 4:25
16. "A Winter Snowscape" (Instrumental) - 4:57